# Beatrice Stagno
Beatrice Stagno (* 13. März 2003) ist eine italienische Tennisspielerin.

## Karriere
Stagno begann mit drei Jahren das Tennisspielen und spielt hauptsächlich auf der ITF Women’s World Tennis Tour, wo sie bislang sieben Doppeltitel gewann.

## Turniersiege

### Doppel
| Nr. | Datum             | Turnier             | Belag     | Kategorie | Partnerin           | Finalgegnerinnen                  | Ergebnis           |
| --- | ----------------- | ------------------- | --------- | --------- | ------------------- | --------------------------------- | ------------------ |
| 1.  | 27. August 2022   | Kairo               | Sand      | ITF W15   | Anastasia Abbagnato | Vanessa Ersöz Doğa Türkmen        | 6:1, 6:2           |
| 2.  | 1. Oktober 2022   | Scharm asch-Schaich | Hartplatz | ITF W15   | Anastasia Abbagnato | Aglaya Fedorova Jelena Pridankina | 2:6, 6:3, [10:5]   |
| 3.  | 11. Februar 2023  | Scharm asch-Schaich | Hartplatz | ITF W15   | Giuliana Bestetti   | Doğa Türkmen Wu Ho-ching          | 7:5, 6:2           |
| 4.  | 17. Juni 2023     | Monastir            | Hartplatz | ITF W15   | Yasmin Ezzat        | Rikke de Koning Marente Sijbesma  | 6:1, 6:4           |
| 5.  | 22. Juni 2024     | Hillcrest           | Hartplatz | ITF W15   | Matilde Mariani     | Nagomi Higashitani Michika Ozeki  | 7:5, 4:6, [10:6]   |
| 6.  | 29. Juni 2024     | Hillcrest           | Hartplatz | ITF W15   | Matilde Mariani     | Amanda Nava Elkin Haine Ogata     | 6:4, 6:2           |
| 7.  | 7. September 2024 | Fiano Romano        | Sand      | ITF W15   | Federica Sacco      | Samira De Stefano Camilla Gennaro | 7:65, 6:73, [10:7] |